# Дворище Озальсько
45°37′ пн. ш. 15°25′ сх. д. / 45.61° пн. ш. 15.42° сх. д.
Дворище Озальсько (хорв. Dvorišće Ozaljsko) — населений пункт у Хорватії, у Карловацькій жупанії у складі міста Озаль.

## Населення
Населення за даними перепису 2011 року становило 49 осіб.
Динаміка чисельності населення поселення: